# Murk van Phelsum
Murk (ou Murck, Mark) van Phelsum, né le 6 aout 1730 à Sneek où il est mort le 21 aout 1779, est un médecin et un zoologiste néerlandais.

## Biographie
Il commence ses études de médecine en 1754 à l’université de Franeker où il obtient son doctorat. Il commence à pratiquer à Bolsward, puis, à partir de 1764, à Sneek. Sa bibliothèque est vendue aux enchères le 13 mars 1780.
John Edward Gray (1800-1875) lui dédie le genre Phelsuma de Madagascar.

## Liste partielle des publications
- 1762 : Historia physiologica ascaridum (Leeuwarden)
- 1769 : Explicatio patrium pythographiae L. Plukneti (Haarlem)
- 1767 : Natuurkundige verhandeling over de wormen die veeltijds in de darmen der menschen gevonden worden. (Leeuwarden), traduit en allemand par Joh. Weisse (Gotha, 1780-1792)
- 1772 : Vertoog over de gemakkelijkste wijze om geknelde darmbreuken binnen te brengen. (Sneek)
- 1775 : Brief aan den heer C. Nozeman over de gewelfstekken of zeeëgelen, waarachter gevoegd zijn twee beschrijvingen, de eene van een zeker soort zeewier en de andere van maden in een vuile verzwering gevonden. (Rotterdam)
- 1776 : Twee brieven rakende de verhandeling van den heer Tissot over de vallende ziekte. (Amsterdam)
- 1776 : Verhandelingen over tot de genees- en natuurkunde behoorende onderwerpen. (Franeker)

## Sources
- Traduction de l'article de langue anglaise de Wikipédia (version du 2 janvier 2007).